# Polyzoa reticulata
Polyzoa reticulata is een zakpijpensoort uit de familie van de Styelidae. De wetenschappelijke naam van de soort is, als Chorizocormus reticulatus, voor het eerst geldig gepubliceerd in 1886 door Herdman.